# Himmelssylphe
Die Himmelssylphe (Aglaiocercus kingii) ist eine Vogelart aus der Familie der Kolibris (Trochilidae). Die Art hat ein großes Verbreitungsgebiet, das etwa 440.000 Quadratkilometer in den südamerikanischen Ländern Venezuela, Kolumbien, Ecuador, Peru und Bolivien umfasst. Der Bestand wird von der IUCN als „nicht gefährdet“ (least concern) eingeschätzt.

## Merkmale
Die männliche Himmelssylphe erreicht eine Körperlänge von etwa 18 Zentimetern, während das Weibchen nur bis zu 9,7 Zentimeter groß wird. Der kurze Schnabel wird bei beiden etwa 13 Millimeter lang. Das Männchen ist zumeist schillernd grün. Nach hinten geht die Farbe in ein trübes Grün über. Auf dem Kopf hat das Männchen eine grüne Krone, an der Kehle einen glitzernden blauen Punkt. Der Punkt ist bei den Unterarten caudatus und emmae nicht vorhanden. Der gestufte Schwanz kann bis zu 114 Millimeter lang werden. Farblich kann er zwischen metallgrün, blaugrün bis hin zu lila variieren. Bei den Unterarten kingi und caudatus ist die Farbe sogar  blau, ähnlich dem eines Pfaus. Die Unterseite ist schwarz.

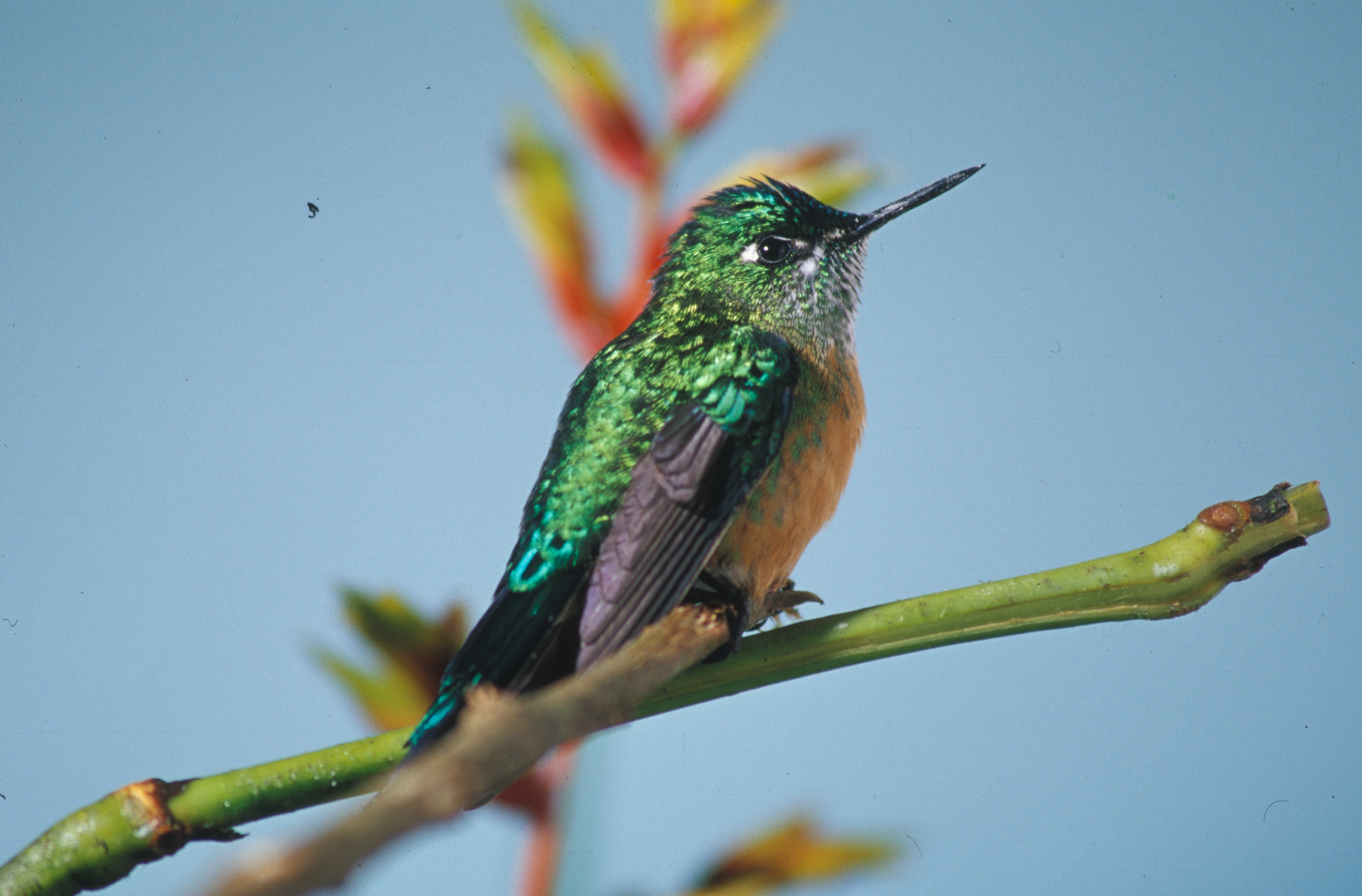
Himmelssylphe (Aglaiocercus kingii) ♀

Das Weibchen ist im Oberteil ebenfalls glitzern grün. Die weißliche Kehle und Brust sind gesprenkelt mit grünen Flecken. Der Unterteil ist zimtfarben. Der dunkle blaugrüne Schwanz ist eher unauffällig. Die äußeren Federn des Schwanzes schillern strähnig weiß.

## Habitat
Die Himmelssylphe ist relativ häufig in feuchten bis nassen Waldrändern, Sekundärwäldern, buschigen Lichtungen und auch Gärten zu sehen. Dabei mag sie modrigen Untergrund. Normalerweise hält sie sich nicht im Waldinneren auf. Bevorzugt lebt die Himmelssylphe in Höhen zwischen 1400 und 3000 Metern. Die Unterart caudatus kommt in den Ostanden nördlich von Santander vor. Auch die Subspezies kingii lebt in den Ostanden zwischen Bucaramanga und Cundinamarca. Die Spezies emmae ist in den Zentral- und Westanden in Cauca bzw. den Berghängen von Nariño vorzufinden.

## Verhalten
Die Himmelssylphe versorgt sich fast an jeder Nahrungsquelle. So sieht man sie gemeinsam mit anderen Kolibris beim Nektarsammeln im Baldachin blühender Bäume. Dabei schwebt sie meist vor der Blüte. Gelegentlich klammert sie sich auch fest. Die Himmelssylphe fängt ihre Insekten vom offenen Sitzplatz aus. Das umfangreiche, gewölbte Nest baut sie aus Moos und Fasern. Zur Stabilisierung verwendet sie Laubzweige. Der Eingang zum Nest ist seitlich.

## Unterarten

Verbreitungsgebiet der Himmelssylphe

Bisher sind sechs Unterarten bekannt:
- Aglaiocercus kingii caudatus (Berlepsch, 1892)[3]
- Aglaiocercus kingii emmae (Berlepsch, 1892)[4]
- Aglaiocercus kingii kingii (Lesson, 1832)[5]
- Aglaiocercus kingii margarethae (Heine, 1863)[6]
- Aglaiocercus kingii mocoa (Delattre & Bourcier, 1846)[7]
- Aglaiocercus kingii smaragdinus (Gould, 1846)[8]

Das Taxon Neolesbia nehrkorni (Berlepsch, 1887) ist nur von zwei Bälgen aus Kolumbien bekannt. Heute wird es als Hybride zwischen der Himmelssylphe und dem Kurzschnabelkolibri (Ramphomicron microrhynchum) betrachtet.
Die Unterart margarethae kommt im nördlichen Zentral- sowie den Küsten Venezuelas vor. Die Subspezies caudatus findet man im Westen Venezuelas und im Norden Kolumbiens. In den Zentralanden Nordkolumbiens bis in die Westanden Südkolumbien und im Nordwesten Ecuadors findet man die Unterart emmae. Nur in den Ostanden Kolumbiens ist die Nominatform kingii verbreitet. Die Unterart mocoa ist in den Zentralanden des südlichen Kolumbiens über Ecuador bis in den Norden Perus präsent. Die Verbreitung von smaragdinus erstreckt sich von den Ostanden Perus bis in den Westen Zentralboliviens.

## Etymologie und Forschungsgeschichte
René Primevère Lesson beschrieb die Himmelssylphe unter dem Namen Ornismya  kingii. Die Beschreibung erfolgte nach der Zeichnung eines Exemplars  aus der Sammlung  von George Loddiges (1786–1846) aus Hackney, die Lesson von Charles Stokes (1783–1853) zugesandt erhielt. Diese Zeichnung diente Jean-Gabriel Prêtre (1768–1849) als Vorlage für seine Tafel zu Lessons Beschreibung. Später wurde die Art der Gattung Aglaiocercus zugeordnet. Dieser Begriff setzt sich aus den griechischen Wörtern ἀγλαΐα aglaḯa für „Glanz, Pracht, Schönheit“ und κέρκος kérkos für „Schwanz“ zusammen. Der Artname ist Phillip Parker King (1791–1856) gewidmet, der zwischen 1825 und 1830 im tropischen Amerika unterwegs war. Emmae widmete Hans Hermann Carl Ludwig von Berlepsch seiner Frau Emma Karoline Wilhelmine Gräfin von Berlepsch (1855–1937) geb. von Bülow, die er am 8. August 1891 in Bonn geehelicht hatte. Caudatus stammt vom lateinischen Wort cauda für „Schwanz“ ab. Mit margarethae ehrt Ferdinand Heine junior seine Schwester  Margarethe Heine (1847–1932). Mocoa steht für die ehemalige Hauptstadt der Indianer, welche an die Gebiete der damals kannibalistischen Stämme der Huitotos und Mesalles grenzte und nur selten von Europäern besucht wurde. Schließlich leitet sich smaragdinus „smaragdgrün“ vom lateinischen Wort smaragdus für „Smaragd“ ab.